# Handle with Care (Nuclear Assault)
Handle with Care è il terzo album in studio del gruppo musicale thrash metal statunitense Nuclear Assault, pubblicato nel 1989.

## Tracce
1. New Song – 2:58
2. Critical Mass – 3:19
3. Inherited Hell – 3:30
4. Surgery – 2:44
5. Emergency – 3:20
6. Funky Noise – 0:50
7. F# (Wake Up) – 2:58
8. When Freedom Dies – 2:34
9. Search & Seizure – 4:11
10. Torture Tactics – 2:22
11. Mother's Day – 0:32
12. Trail of Tears – 5:44

### Tracce bonus "2008 deluxe edition"
1. "Intro/New Song" - 3:11
2. "Critical Mass" - 3:11
3. "Torture Tactics" - 2:07
4. "Trail of Tears" - 3:57
5. "Mother's Day" - 0:59
6. "Funky Noise" - 0:50

Le tracce 13-18 sono state tratte dall'album "Live At The Hammersmith Odeon".

## Formazione
- John Connelly - voce, chitarra
- Anthony Bramante - chitarra
- Dan Lilker - basso
- Glenn Evans - batteria